# The Phantom's Secret
The Phantom's Secret er en amerikansk stumfilm fra 1917 af Charles Swickard.

## Medvirkende
- Hayward Mack som Franz Leroux
- Mignon Anderson som Jeanne de Beaulieu
- Mark Fenton som de Beaulieu
- Daniel Leighton
- Molly Malone som Jane Elliott